# Voulez-vous danser avec moi?
Voulez-vous danser avec moi? (bra: Quer Dançar Comigo?) é um filme de drama francês de 1959 dirigido por Michel Boisrond e estrelado pela então jovem sensação do cinema europeu, Brigitte Bardot.

## Elenco
- Brigitte Bardot como Virginie Dandieu
- Henri Vidal como Hervé Dandieu
- Dawn Addams como Anita Florès
- Darío Moreno como Florès
- Georges Descrières como Gérard Lalemand
- Serge Gainsbourg como Léon
- Maria Pacôme como Daisy
- François Chaumette como Joseph
- Noël Roquevert como Albert Decauville-Lachenée
- Philippe Nicaud como Daniel